# セイム・オールド・ブランド・ニュー・ユー
「セイム・オールド・ブランド・ニュー・ユー」 (Same Old Brand New You) は、英国とノルウェーのボーイバンドA1の楽曲。2000年11月6日に2枚目のアルバム『Aリスト』から2枚目のシングルとして発売された。シングルはバンドにとって2枚目かつ最後の全英シングルチャートのナンバーワン・シングルになった。

## 背景
2014年のビッグ・リユニオンのドキュメンタリーの中でバンド・メンバーのベン・アダムスが当時を回想し、この曲を書いたことがポール・マラッツィとその他のメンバーとの間の確執の始まりだったと語った。アダムス、リード、インゲブリグトセンはエリック・フォスターと仕事をするためにニューヨークへ行ったが、マラッツィは同行を拒否した為、曲のクレジットには彼の名前が無い。しかし翌年にマラッツィはインタビューの中で当時の確執を否定し、本曲の事も好きだと語った。マラッツィはB面の「ファンキン・アップ」を書いた。

## ミュージック・ビデオ
ミュージック・ビデオはスチュワート・A・ゴスリングが監督した。ケントの枕地で撮影され、近くには原子力発電所があった。

## 収録曲
UK CD1
1. "Same Old Brand New You" (Commercial Version) - 3:43
2. "One in Love" - 4:20
3. "Funkin' Up" - 3:39
4. "Same Old Brand New You" (Video) - 3:43

UK CD2
1. "Same Old Brand New You" (Radio Edit) - 3:30
2. "Funkin' Up" (Extended Mix) - 5:46
3. "Same Old Brand New You" (Almighty 12" Definitive Mix) - 7:32
4. "Funkin' Up" (Video) - 3:39

UK プロモーショナル・シングル
1. "Same Old Brand New You" (Radio Edit) - 3:30
2. "Same Old Brand New You" (No Intro) - 3:05

## チャート
| チャート (2000年) | 最高位 |
| ----------------- | ------ |
| アイルランド      | 18     |
| ノルウェー        | 1      |
| スコットランド    | 2      |
| スウェーデン      | 15     |
| イギリス          | 1      |
| チャート (2001年) | 最高位 |
| オーストラリア    | 85     |
| デンマーク        | 20     |

### 年間チャート
| チャート (2000年)         | 最高位 |
| ------------------------- | ------ |
| ノルウェー (Julen Period) | 1      |

## 認定
| 国/地域                          | 認定   | 認定/売上数 |
| -------------------------------- | ------ | ----------- |
| イギリス (BPI)                   | Silver | 200,000     |
| 認定のみに基づく売上数と再生回数 |        |             |